# Gangpori
Le Gangpori ou Gongpori (tibétain : གངས་པོ་རི ; Wylie : gangs po ri) est une montagne sacrée du Tibet. Elle se dresse à l'est de Tsetang dans la vallée de Yarlung et s'étend sur environ 800 mètres au-dessus de la ville. Le mont Gangpori est considéré comme la demeure de Yarlha Shampo, un puissant dieu de la montagne.

## Géographie
Le Gangpori se dresse à l'est de Tsetang dans la vallée de Yarlung et s'étend sur environ 800 mètres au-dessus de la ville. Sur le flanc est de la montagne se trouve le mantra Om Mani Padmé Hum.

## Histoire
Gangpori est considérée comme étant une des quatre montagnes sacrées du Tibet central, car elle aurait été de berceau de la civilisation tibétaine. Avalokitesvara aurait pris l'apparence d'un singe, Pha Trelgen Changchup Sempa, qui s'accoupla avec une ogresse, Sinmo, qui serait une émanation de Tara. De cette union naquirent six singes qui représentent les six clans principaux constituant le peuple tibétain. Selon les légendes un beyul (en) caché sous la terre serait situé dans la montagne. La grotte qui fut la demeure de ce couple mythique se trouve sur la montagne. Elle a été endommagée durant la révolution culturelle.